# Yatin Karyekar
Yatin Karyekar (tiếng Marathi: यतिन कार्येकर) là diễn viên truyền hình Bollywood của Ấn Độ. Ông được khán giả Việt biết đến với vai diễn Vidyachatur Desai trong phim Saraswatichandra.